# 鹤鸣山

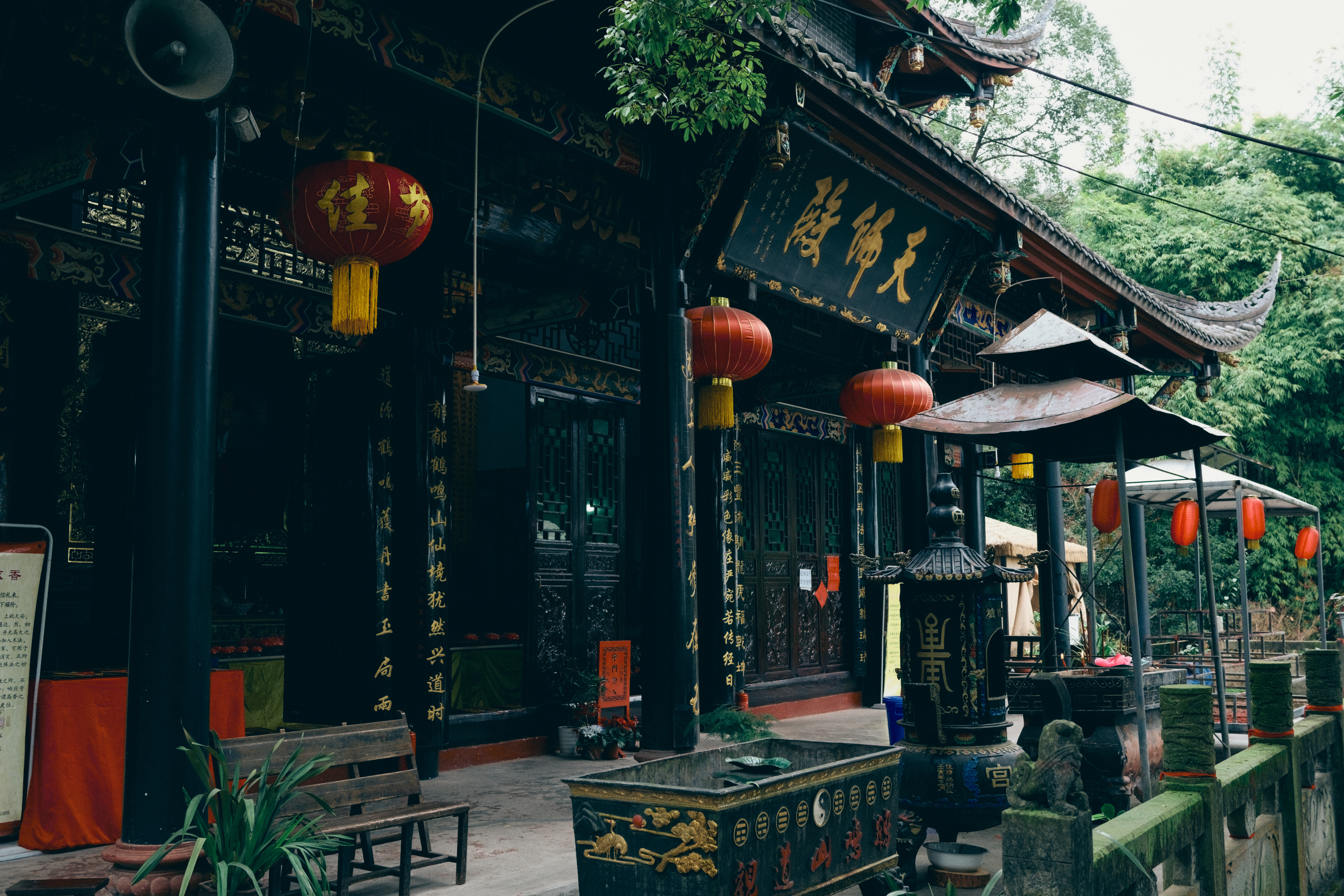

鹤鸣山，又名鹄鸣山，是道教的发源地，位于四川成都大邑县鹤鸣乡，距离成都约70公里。鹤鸣山海拔600到1331米，与佛教南传第一站雾中山相连接，形成数百平方公里的自然生态屏障，是很好的避暑胜地。鹤鸣山道教遗址于2002年12月27日公布为四川省第六批省级文物保护单位。

## 沿革
东汉顺帝时期，张道陵在此创立天师道（五斗米道），标志着道教的正式创立。据说先秦的广成子（马成子）和西汉的周义山都在这里跨鹤飞升（东晋华侨撰《紫阳真人周君内传》谓周义山“乃登鹤鸣山，遇阳安君受《金丹经》、《九鼎神丹图》”）。相传曾有隐士老聃后人李傕隐居于此山，养鹤为伴，弈棋悟道，山下时闻鹤鸣。
历代的许多著名道士曾在此修炼过。如唐末五代的杜光庭、北宋的陈抟（希夷）、明代著名道士张三丰等都在此修道。唐代唐求、唐末五代杜光庭、宋代文与可、陆游、明代杨升庵及清代诸名流均有题咏于鹤鸣山。
一些皇帝也曾到鹤鸣山祭神祭祖，明成祖曾亲手书写御旨交给龙虎山道士吴伯理让他到鹤鸣山迎请仙道张三丰，后来吴伯理在鹤鸣山的山麓处修建了迎仙阁，嘉靖帝御定鹤鸣山为举行全国性祈天永命大醮的五大醮坛之一。
鹤鸣山的宗教建筑在文化大革命期间遭到损毁。文革后部分修复，并恢复宗教活动。